# Fritz Goy
Fritz Otto Goy (* 8. Januar 1877 in Breslau; † 31. Oktober 1948 in Großburgwedel) war ein deutscher Architekt, Schriftsteller, Zeichner und Maler.

## Leben
Fritz Goy lebte seit den 1920er Jahren bis zu seinem Tod in Isernhagen, wo er eine umfangreiche Sammlung mit Zeichnungen und Skizzen von Bauernhäusern des Ortes anlegte.
Nach den Zerstörungen durch die Luftangriffe auf Hannover im Zweiten Weltkrieg gab die Verlagsgesellschaft Land und Garten A. Madsack & Co., die vor der Gründung der Bundesrepublik Deutschland beispielsweise auch das Nachrichtenmagazin Der Spiegel im Anzeiger-Hochhaus druckte, eine Serie nummerierter Ansichtskarten mit Künstlersignatur unter dem Titel Hannoversche Baudenkmäler / nach Originalen von F. O. Goy heraus. So zeigte die Nummer 1 beispielsweise eine Zeichnung Goys der Marstall-Brücke in ihrem historischen Umfeld vor dessen Zerstörung.

## Weitere Werke
- um 1939: Gedenkblätter verschwundener Schönheiten doch unzerstörbar-seelischen Besitzes, 18 Radierungen,[5] darunter das Leibnizhaus in Hannover[6]

## Ehrungen
- Der 1982 in Isernhagen-Süd angelegte Fritz-Goy-Weg ehrt den Künstler seitdem durch seine Namensgebung.[1]